# Гаше, Маргарита
Маргарита Гаше (фр. Marguerite Gachet; 1869—1949) — француженка, которую нидерландский художник Винсент Ван Гог изобразил на двух своих картинах.

## Биография
Маргарита Гаше родилась в 1869 году в семье Поля Гаше и его жены. Её младший брат родился в новом семейном доме в Овер-сюр-Уазе. Её отец был врачом, художником-любителем и другом ведущих художников-импрессионистов. Поль Сезанн помог Полю Гаше создать собственную мастерскую на чердаке его дома. Маргарита познакомилась с Ван Гогом, когда ей было 19 лет. Она позировала ему в семейном саду 1 июня 1890 года, когда Ван Гог приехал, чтобы остаться пожить у её отца Поля Гаше. Эти недели в Овер-сюр-Уазе в итоге стали последними в жизни художника. Точная дата написания её изображения Ван Гогом установлена, поскольку в одном из частых писем Ван Гога своему брату Тео художник подробно рассказал об этой картине. Винсент описал кипарисы и цветы в саду доктора Гаше, а также «белую фигуру» среди них.
В течение нескольких недель Ван Гог предлагал Маргарите написать картину с её изображением. Он сделал два наброска с изображением Гаше за фортепиано и написал своему брату 26-27 июня, что начал писать картину с Маргаритой. Ван Гог также отметил в нём то, что, по его мнению, Йоханна, жена Тео, хорошо поладит с Маргаритой.
Обе картины появились в каталогах в 1928 году, но они находились в то время в частной собственности.
Ван Гог передал обе картины отцу Гаше, который оставил их у себя. Картины были впервые выставлены после того, как в 1954 году были подарены Полем Гаше парижскому Музею Орсе.
Гаше так никогда и не вышла замуж и умерла в 1949 году. Она была похоронена на кладбище Пер-Лашез.